# Sainte-Gemme-la-Plaine
Sainte-Gemme-la-Plaine is een gemeente in het Franse departement Vendée (regio Pays de la Loire) en telt 1574 inwoners (1999). De plaats maakt deel uit van het arrondissement Fontenay-le-Comte.

## Geografie
De oppervlakte van Sainte-Gemme-la-Plaine bedraagt 35,5 km², de bevolkingsdichtheid is 44,3 inwoners per km².
De onderstaande kaart toont de ligging van Sainte-Gemme-la-Plaine met de belangrijkste infrastructuur en aangrenzende gemeenten.

## Demografie
Onderstaande figuur toont het verloop van het inwonertal (bron: INSEE-tellingen).

1. ↑  Populations de référence 2022.